# Gotein-Libarrenx
Gotein-Libarrenx é uma comuna francesa na região administrativa da Nova Aquitânia, no departamento dos Pirenéus Atlânticos. Estende-se por uma área de 11,62 km². Em 2010 a comuna tinha 488 habitantes (densidade: 42 hab./km²).